# Slaterocoris minimus
Slaterocoris minimus är en insektsart som beskrevs av Knight 1970. Slaterocoris minimus ingår i släktet Slaterocoris och familjen ängsskinnbaggar. Inga underarter finns listade i Catalogue of Life.